# Yester-Me, Yester-You, Yesterday
Yester-Me, Yester-You, Yesterday è una canzone scritta nel 1969 da Ron Miller e Bryan Wells, e registrata da Stevie Wonder per l'album My Cherie Amour, da cui fu estratta come secondo singolo. Il brano fu prodotto da Harvey Fuqua e Johnny Bristol.
Nel 1985 ne fu registrata una cover da Jennifer Rush.

## Tracce
7" Single
1. Yester-Me, Yester-You, Yesterday
2. I'd Be a Fool Right Now

## Classifiche
| Classifica (1969)             | Posizione più alta |
| ----------------------------- | ------------------ |
| U.S. Billboard Hot 100        | 7                  |
| U.S. R&B Chart                | 5                  |
| U.S.Adult Contemporary Tracks | 10                 |
| Regno Unito                   | 2                  |
| Svizzera                      | 10                 |
| Paesi Bassi                   | 2                  |
| Norvegia                      | 1                  |

## Cover in italiano
- 2010 Solo te, solo me, solo noi è la versione in italiano di Yester me, yester you, yesterday pubblicata da Giuliano Palma & the Bluebeaters nell'album Combo.